# 앤터니 스타
앤터니 스타(Antony Starr, 영어 발음: /ˈæntənɪ/, 1975년 10월 25일 ~ )는 뉴질랜드의 배우이다.
《밴시》(2013-16)로 이름을 알리고, 《더 보이즈》(2019-현재) 홈랜더 역으로 스타가 되었다.

## 출연 작품

### 영화
- 위드아웃 어 패들 (2004)
- 아버지의 밀실 (2004, In My Father's Den)
- 세상에서 가장 빠른 인디언 (2005)
- 넘버 2 (2006, No. 2)
- 내 곁에 있기를 (2012, Wish You Were Here)
- 노크: 더 하우스 (2023) - 마크 역
- 더 커버넌트 (2023) - 에디 파커 역

### 텔레비전
- 쇼트랜드 스트리트 (2000-02)
- 아웃레이저스 포춘 (2005-10)
- 밴시 (2013-16)
- 아메리칸 고딕 (2016, American Gothic)
- 더 보이즈 (2019-현재) - 홈랜더 역
- 젠 V (2023)